# Asnières-sur-Nouère
 Asnières-sur-Nouère  es una población y comuna francesa, en la región de Poitou-Charentes, departamento de Charente, en el distrito de Angoulême y cantón de Hiersac.

## Demografía
| 629 | 639 | 666 | 820 | 1015 | 1013 |
| Para los censos de 1962 a 1999 la población legal corresponde a la población sin duplicidades (Fuente: INSEE [Consultar]) |     |     |     |      |      |